# Trochalus mwikanus
Trochalus mwikanus är en skalbaggsart som beskrevs av Moser 1924. Trochalus mwikanus ingår i släktet Trochalus och familjen Melolonthidae. Inga underarter finns listade i Catalogue of Life.